# Sztruks

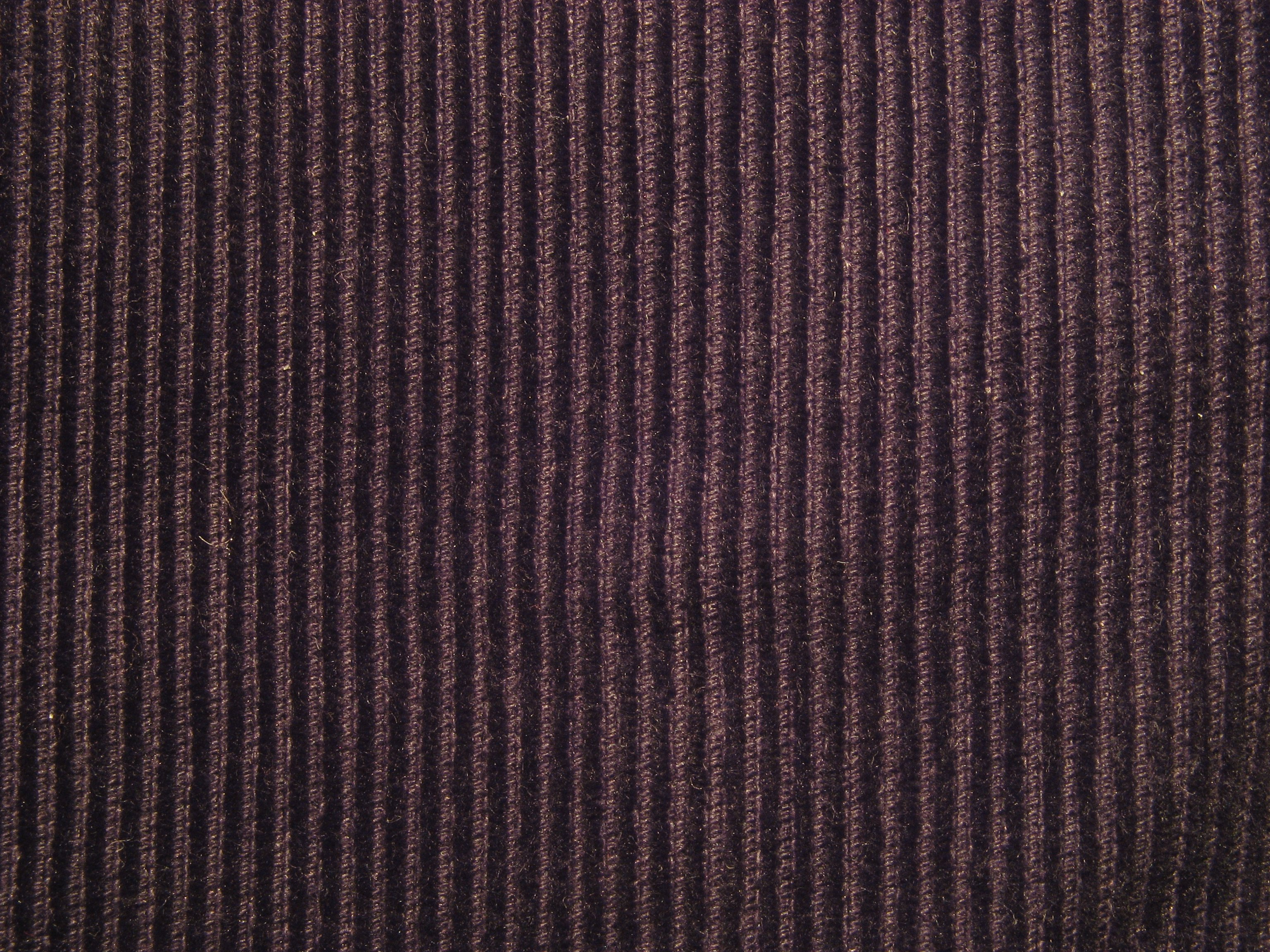
Sztruks

Sztruks – prążkowana tkanina bawełniana, wełniana lub jedwabna, z której szyje się spodnie, marynarki i inne części garderoby wierzchniej.
Nazwa wywodzona z niem. Struck.